# УЕФА такмичења
УЕФА такмичења обухватају велики број такмичења која је у организацији УЕФА, односно кровне фудбалске асоцијације на нивоу Европе. Поред класиног фудбала ова организација је задужена и за мали фудбал (футсал). Сва такмичења се могу поделити на клупска и репрезентативна. Једини клуб који је освојио сва клупска такмичења под покровитељством УЕФА је италијански Јувентус. Док репрезентације које су до сада освајале лиге у свим узрастима су: Италија, Немачка, Шпанија и Француска.

## Клупска такмичења
- УЕФА Лига шампиона, оформљена 1955. а реорганизована 1992. године[2]
- УЕФА лига Европе, оформљена 1972, а реорганизована 2007. године
- УЕФА суперкуп
- УЕФА Лига шампиона за жене, оформљена 2001. а реорганизована 2009. године
- УЕФА футсал куп, оформљена 2001. године као замена за претходну лигу
- УЕФА Куп региона, оформљена 1999. године
- УЕФА Лига младих, оформљена 2012. године
- УЕФА Лига конференције, оформљена 2021. године

## Репрезентативна такмичења
- Европско првенство у фудбалу, оформљено 1960. године
- Европско првенство у фудбалу до 17 година, оформљено 1982.
- Европско првенство у фудбалу до 19 година, оформљено 1948.
- Европско првенство у фудбалу до 21 године, оформљено 1978.
- Европско првенство у фудбалу за жене, оформљено 1984.
- Европско првенство у фудбалу за жене до 17 година, оформљено 2007.
- Европско првенство у фудбалу за жене до 19 година, оформљено 1997.
- УЕФА футсал шампионат, оформљен 1996.

## Лиге чланице УЕФА
| - Суперлига Албаније у фудбалу - Прва лига Андоре у фудбалу - Премијер лига Јерменије у фудбалу - Бундеслига Аустрије у фудбалу - Премијер лига Азербејџана у фудбалу - Премијер лига Белорусије у фудбалу - Прва лига Белгије у фудбалу - Премијер лига Босне и Херцеговине у фудбалу - Прва лига Бугарске у фудбалу - Прва лига Хрватске у фудбалу - Прва лига Кипра у фудбалу - Прва лига Чешке Републике у фудбалу - Суперлига Данске у фудбалу - Премијер лига - Меистрилига - Премијер лига Фарских Острва у фудбалу - Прва лига Финске у фудбалу - Прва лига Француске у фудбалу - Прва лига Грузије у фудбалу - Бундеслига Њемачке у фудбалу - Премијер лига Гибралтара у фудбалу - Суперлига Грчке у фудбалу - Прва лига Мађарске у фудбалу - Прва лига Исланда у фудбалу - Премијер лига Ирске у фудбалу - Премијер лига Израела у фудбалу - Серија А - Премијер лига Казахстана у фудбалу | - Суперлига Косова у фудбалу - Прва лига Литваније у фудбалу - Куп Лихтенштајна у фудбалу - A лига Литваније у фудбалу - Прва лига Луксембурга у фудбалу - Прва лига Македоније у фудбалу - Премијер лига Малте у фудбалу - Национална дивизија Молдавије - Прва лига Црне Горе у фудбалу - Ередивизија - Премијер лига Северне Ирске у фудбалу - Елитсеријен - Екстракласа - Прва лига Португалије у фудбалу - Прва лига Румуније у фудбалу - Премијер лига Русије у фудбалу - Првенство Сан Марина у фудбалу - Шкотска Премијершип лига - Суперлига Србије у фудбалу - Суперлига Словачке у фудбалу - Прва лига Словеније у фудбалу - Прва лига Шпаније у фудбалу - Прва лига Шведске у фудбалу - Суперлига Швајцарске у фудбалу - Суперлига Турске у фудбалу - Премијер лига Украјине у фудбалу - Премијер лига Велса у фудбалу |